# Combate de Cachapoal
El combate de Cachapoal sucedió en febrero de 1544 en el Valle del Cachapoal, Chile, como parte de la Guerra de Arauco, que enfrentaba a españoles y mapuches.

## Antecedentes
Valdivia sabía que su gobernación no pasaba el Cachapoal, aunque el territorio bajo control español eran los alrededores de Santiago y, en menor medida, el valle de Quillota. Él deseaba extender su territorio al sur sin límites y al norte hasta La Serena.
Un día, Monroy trajo refuerzos importantes, y decidió agrandar la frontera como quería. Para eso, mandó una avanzada hasta el valle de Cachapoal, pero al poco tiempo fue informado que estos necesitaban ayuda.
Entonces, resolvió ir en ayuda de la avanzada.

## El combate
Los indígenas le presentaron batalla defensiva cerca del pueblo de Palta, en muy buenas posiciones.
Después de días de asedio, los tropas hispánicas tomaron todos los fuertes y otras posiciones defensivas de los indígenas.
Después de este triunfo, los indígenas ofrecieron proposiciones de paz a Valdivia, pero estas resultaron falsas y los españoles fueron emboscados, estando cerca de la derrota.

## La retirada
Con esto, los españoles se retiraron hacia Santiago, ya que sabían que no podrían aguantar a los indígenas por mucho tiempo.
Estos, después de esta victoria, decidieron seguir a los españoles, pero fueron derrotados en el combate de Maipo.